# CA Osasuna
Club Atlético Osasuna je španjolski nogometni klub iz Pamplone, koji se trenutno natječe u La Ligi. Osasuna je osnovana 1920., te svoje domaće utakmice igra na stadionu El Sadar. Najveći uspjesi kluba su igranje u finalu španjolskog kupa 2005., te u polufinalu Kupa UEFA sezone 2006./07., gdje su poraženi od osvajača naslova, Seville. Ime "osasuna" na baskijskom jeziku znači zdravlje.

## Trofeji
- Španjolski kup
  - Finalisti (2): 2005., 2023.
- Španjolska druga liga
  - Prvaci (3): 1952./53., 1955./56., 1960./61.
- Španjolska treća liga
  - Prvaci (4): 1968./69, 1971./72, 1974./75., 1976./77.

## Poznati bivši igrači
| - Mariano Armentano - Daniel Montenegro - Bernardo Romeo - Martín Astudillo - John Aloisi - Pierre Webó - Pablo Contreras - Rafael Olarra - Sammy Lee - Robert Ullathorne - Jamie Pollock - Ludovic Delporte - Michael Robinson - Ashley Grimes - Christian Manfredini - Ibrahima Bakayoko - Manuel Vidrio - Carlos Ochoa | - Javier Aguirre - Carlos Vela - Juan Ángel Seguro - Mohamed El Yaagoubi - Emeka Ifejiagwa - Jan Urban - Mirosław Trzeciak - Roman Kosecki - Jacek Ziober - Ryszard Staniek - Nuno - Ionel Gane - Sergej Šustikov - Dmitri Kuznjecov - Savo Milošević - Risto Vidaković - Predrag Spasić - Goran Stevanović | - Pablo Orbaiz - Tiko - Manuel Almunia - Josep Fusté - Ignacio Eizaguirre - Pachín - Ignacio Zoco - Biurrun - Juan Carlos Unzué - Jon Andoni Goikoetxea - Thomas Christiansen - Carlos Cuéllar - Fabian de Freitas - Chengue Morales - Marcelo Sosa - Andrés Martínez |

## Vanjske poveznice
- Službena stranica (šp.)